# Mario Napolitano
Mario Napolitano (ur. 10 lutego 1910 w Acquaviva delle Fonti, zm. 31 października 1995 we Florencji) – włoski szachista, arcymistrz gry korespondencyjnej.

## Kariera szachowa
W latach 1935 i 1937 dwukrotnie reprezentował narodowe barwy na szachowych olimpiadach, był również uczestnikiem nieoficjalnej olimpiady w Monachium (1936). Na przełomie 1960 i 1961 r. zajął VI miejsce w cyklicznym turnieju w Reggio Emilii.
W 1941 i 1947 r. zdobył mistrzostwo Włoch w grze korespondencyjnej. W latach 1950–1953 uczestniczył w I mistrzostwach świata w grze korespondencyjnej, zdobywając brązowy medal. W finałach MŚ startował jeszcze dwukrotnie, zajmując VII miejsce (II mistrzostwa, 1956–1959) oraz V miejsce (III mistrzostwa, 1959–1962).
Według retrospektywnego systemu Chessmetrics, w sierpniu 1944 r. zajmował 64. miejsce na świecie z wynikiem 2529 punktów.
W 1959 r. został pierwszym w historii szachistą włoskim, który otrzymał szachowy tytuł arcymistrza.